# امکان‌سنجی
امکان‌سنجی یا مطالعات امکان‌سنجی، ارزیابی و تجزیه و تحلیل پتانسیل یک پروژه پیشنهادی است و بر اساس تحقیقات و مطالعاتی پایه‌ریزی شده است که روند تصمیم‌گیری را پشتیبانی کند.
یک مطالعه امکان‌سنجی، ارزیابی عملی بودن یک پروژه یا سیستم پیشنهادی است.[۱]

## بررسی اجمالی
یک مطالعه امکان‌سنجی، هدف عینی و منطقی، کشف نقاط قوت و ضعف یک کسب و کار موجود یا سرمایه‌گذاری پیشنهادی، فرصت‌ها وتهدیدات موجود در محیط طبیعی، منابع مورد نیاز برای پیاده‌سازی و در نهایت چشم‌انداز موفقیت است. در ساده‌ترین حالت، دو معیار برای قضاوت در مورد امکان‌سنجی هزینه‌های مورد نیاز و ارزش است که باید بدست آورد. یک مطالعه امکان‌سنجی به خوبی طراحی شده باید زمینه تاریخی کسب و کار یا پروژه، توضیحات محصول یا خدمات، صورت‌های حسابداری، جزئیات عملیات و مدیریت، تحقیقات بازاریابی و سایت‌ها، اطلاعات مالی، الزامات قانونی و تعهدات مالیاتی را فراهم کند. به‌طور کلی، مطالعات امکان‌سنجی قبل از توسعه فنی و پیاده‌سازی پروژه پیش می‌رود. یک مطالعه امکان‌سنجی پتانسیل پروژه برای موفقیت را ارزیابی می‌کند؛ بنابراین باید با یک رویکرد و هدفمند و بی طرفانه برای ارائه اطلاعات در مورد تصمیماتی که می‌تواند بر اساس آن انجام شود، انجام شود.[۱]

## رئوس مطالعات امکان‌سنجی
مطالعات امکان‌سنجی شامل مباحث زیر است:
- امکان‌سنجی سیستمی
- امکان‌سنجی حقوقی:بررسی اینکه انجام پروژه مورد نظر با الزامات قانونی مغایرتی نداشته باشد. به عنوان مثال، یک سیستم پردازش داده لازم است با سیاست‌های حفاظت اطلاعات منطقه همخوانی داشته باشد.
- امکان‌سنجی عملیاتی
- امکان‌سنجی اقتصادی:بررسی اینکه آیا پروزه مذکور، سودآور است یا خیر. در این مرحله هزینه‌ها، سود و منافع حاصل از اجرای پروژه بررسی می‌شوند.
- امکان‌سنجی فنی: در این مرحله منابع فنی مورد نیاز برای انجام پروژه برآورد و بررسی می‌شوند.
- امکان‌سنجی زمانی: در این مرحله زمان انجام پروژه تخمین زده می‌شود و برای آن برنامه‌ریزی منایع می‌شود. اگر مدت زمان اجرای پروژه

بسیار طولانی باشد و نتواند اهداف مورد نظر را تأمین کند، انجام پروژه توجیه پذیر نیست با شکست مواجه می‌شود.
- امکان‌سنجی اجتماعی: در این مرحله مزایا و هزینه‌هایی که پروژه بر اشخاص ثالث تحمیل می‌نماید مورد تجزیه و تحلیل قرار می‌گیرد.

امکان‌سنجی دربارهٔ امکان‌پذیر بودن موضوع‌ها بحث می‌کند.
مطالعات امکان‌سنجی، پس از مرحله پیدایش طرح و تعریف چارچوب کلی آن از لحاظ مشخصات کلیات اولیه محصول، ظرفیت تولید و میزان سرمایه‌گذاری انجام می‌شود. این مطالعات بنا به نیاز و درخواست کارفرما، در سطوح مختلفی از جزئیات پروژه می‌تواند وارد شود. مطالعات امکان‌سنجی شامل فصل‌های زیر می‌باشد: گزارش سابقه متقاضی، مطالعات بازار، مطالعات فنی، نتایج نرم‌افزار کامفار، بررسی‌های مالی.

## تعریف رسمی
یک مطالعه امکان‌سنجی پروژه گزارش جامع است که جزئیات پنج فریم تحلیل پروژه را بررسی می‌کند. همچنین این چهار پدیده، خطرات و povهای آن و محدودیت‌های آن (تقویم، هزینه‌ها و هنجارهای کیفیت) مورد توجه قرار می‌گیرد. هدف این است که تعیین کنیم آیا پروژه باید پیش برود، طراحی مجدد شود یا درنهایت رها شود.
پنج فریم تحلیل عبارتنداز: فریم تعریف؛ چارچوب خطرات متقابل؛ چارچوب توانمندی؛ قاب پارامتری؛ فرایند استراتژی غالب احتمالی.
چهار ps به‌طور سنتی به عنوان برنامه، فرایندها، مردم و قدرت تعریف شده است. خطرات درنظر گرفته شده، خارج از پروژه (به عنوان مثال، شرایط آب و هوایی) به هشت دسته تقسیم می‌شوند:
(طرح) مالی و سازمانی (به عنوان مثال، ساختار دولتی برای یک پروژه خصوصی)؛ (فرایندهای) محیطی و تکنولوژی؛ (مردم) بازاریابی و اجتماعی فرهنگی؛ (قدرت) قانونی و سیاسی است.
povها امتیاز آسیب‌پذیری هستند؛ آنها درون پروژه هستند و می‌توانند کنترل شوند یا حذف شوند.
محدودیت محدودیت‌های استاندارد تقویم، هزینه‌ها و هنجارهای کیفیت است که هر کدام می‌توانند در طول کل چرخه حیات بروژه تعیین و اندازه‌گیری شوند، بسته به پروژه‌ها، بخش‌هایی از مطالعه ممکن است برای تولید امکان‌سنجی کافی باشد؛ برای مثال، پروژه‌های کوچکتر ممکن است نیازی به ارزیابی جامع زیست‌محیطی نداشته باشند. [۱]

## عوامل مشترک
مخفف TELOS اشاره به پنج زمینه امکان‌سنجی فنی، اقتصادی، حقوقی، عملیاتی و برنامه‌ریزی است.[۱]

## سایر عوامل امکان‌پذیری

#### امکان‌سنجی منابع
توصیف چگونگی زمان برای ساختن سیستم جدید، زمانی که می‌توان آن را ساخت، آیا آن را با عملیات عادی کسب و کار، نوع و مقدار منابع مورد نیاز، وابستگی‌ها و روش‌های توسعه با گزارش درآمد شرکت تداخل دارد؟

#### امکان‌سنجی مالی
درمورد یک پروژهٔ جدید، قابل رفرم بودن مالی می‌توان براساس پارامترهای زیر مورد قضاوت قرار گیرد:
- کل تخمین هزینه پروژه
- تأمین مالی پروژه از لحاظ ساختار سرمایه آن، نسبت بدهی به عدالت و سهم کل سرمایه‌گذار از کل هزینه
- سرمایه‌گذاری‌های موجود توسط نماینده در هر کسب و کار دیگر
- جریان نقدی و سودآوری پیش‌بینی شده

زندگی اقتصادی یک پروژه باید اطلاعات زیر را ارائه دهد:
- جزئیات کامل دارایی‌هایی که باید تأمین مالی شوند.
- نرخ تبدیل به نقدینگی (به عنوان مثال، به آسانی دارایی‌های مختلف را می‌توان به پول نقد تبدیل کرد).
- پتانسیل مالی پروژه و شرایط بازپرداخت
- حساسیت در قابلیت بازپرداخت به عوامل زیر مرتبط است:

- افت شدید در فروش
- کاهش شدید/ کاهش فروش
-افزایش کوچک در هزینه
- افزایش بزرگ در هزینه
- شرایط اقتصادی نامطلوب
در سال ۱۹۸۳، اولین نسل از مدل رایانه برای تجزیه و تحلیل امکان‌سنجی گزارش (COMFAR)، یک ابزار محاسبه برای تجزیه و تحلیل مالی سرمایه‌گذاری، آزاد شد. از آن زمان، این برنامه نرم‌افزاری سازمان ملل متحد (UNIDO) برای حمایت از ارزیابی اقتصادی پروژه‌ها نیز توسعه یافته است. کارشناس COMFAR به عنوان کمک در تجزیه و تحلیل پروژه‌های سرمایه‌گذاری در نظر گرفته شده است.
ماژول اصلی این برنامه اطلاعات مالی و اقتصادی را می‌پذیرد، بیانیه‌های مالی و اقتصادی و نمایش‌های گرافیکی را تولید می‌کند و ارزیابی عملکرد را محاسبه می‌کند. ماژول‌های اضافی در روند تحلیلی کمک می‌کنند.
هزینه‌های بالقوه وارزش افزوده روش‌های تحلیل اقتصادی توسط یونیدو در برنامه گنجانده شده است و روش‌های موسسات توسعه بین‌المللی بزرگ قابل تنظیم است. این برنامه برای تجزیه و تحلیل سرمایه‌گذاری در پروژه‌های جدید و گسترش یا بازسازی شرکت‌های موجود به عنوان مثال در مورد پروژه‌های بازپرداخت قابل استفاده است. برای سرمایه‌گذاری مشترک، چشم‌انداز مالی هر شریک یا کلاس سهامدار را می‌توان توسعه داد. تجزیه و تحلیل را می‌توان تحت فرض‌های مختلف در مورد تورم، تغییر ارزش پول و افزایش قیمت‌ها انجام می‌شود.[۱]

## مطالعات بازار تحقیقاتی
این یکی از مهم‌ترین بخش‌های مطالعات امکان‌سنجی است، زیرا بازرسی محصولات یا خدمات را بررسی می‌کند و خوانندگان را متقاعد می‌کند که بازار بالقوه برای محصول یا خدمات وجود دارد. اگر یکی از بازار قابل توجه برای محصول یا خدمات ایجاد نشود، هیچ پروژه ای وجود ندارد. به‌طور معمول، مطالعات بازار فروش بالقوه محصول، میزان جذب و جذب بازار و زمان‌بندی پروژه را ارزیابی خواهد کرد. مطالعه امکان‌سنجی گزارش امکان‌سنجی را ارائه می‌دهد، یک گزارش معیار ارزیابی، یافته‌های تحقیق و توصیه‌ها است.[۱]

## نرم‌افزار
یکی از نرم‌افزارهای استاندارد برای انجام امکان‌سنجی، نرم‌افزار کامفار می‌باشد.